# Túmul de Cecília Metel·la
El Túmul de Cecília Metel·la (italià: 'Mausoleo di Cecilia Metella') és un mausoleu situat fora de Roma, a tres milles a la Via Àpia. Fou construït al segle I ae per homenatjar Cecília Metel·la Crètica, filla de Quint Cecili Metel Crètic, cònsol el 69 ae, i esposa de Marc Licini Cras, que era fill del triumvir i servia a Juli Cèsar.
El túmul és un dels més coneguts i ben conservats dels monuments al llarg de la Via Àpia.

## Descripció
Situat dalt d'una columna a la vora de la Via Àpia, el Túmul de Cecília Metel·la té la forma d'un tambor cilíndric (rotonda) damunt d'un podi quadrat amb el Castell Caetani annex al fons. Aquest podi té 8,3 m d'alçada; el tambor, 12 m, i tot el monument 21,7 m. El diàmetre del tambor fa 29,5 m, l'equivalent a 100 peus romans.
Fora del monument, hi ha una inscripció en què es llegeix "CAECILIAE | Q·CRETICI·F | METELLAE·CRASSI, a qui es dedicava el túmul. Dalt de la inscripció, hi ha elements decoratius, com ara fistons i brucranis ("caps de bou"), que foren l'origen del nom medieval de la regió, Capo di Bove ('cap de bou'). Al cim hi ha cresteria medieval restant de l'època en què el túmul s'emprà de fortalesa.
A la part posterior, el Castell Caetani s'uneix al túmul. Tenia originàriament tres pisos. No se sap per a què s'utilitzava el segon pis, però el primer era ocupat per cavallers de l'elit romana, com revelen els fumerals i la decoració refinada. El castell actualment es fa servir per a exhibir peces arqueològiques del monument.

## Mausoleu

### Estructura
La fundació del Túmul de Cecília Metel·la s'assenta parcialment en tuf i en roques magmàtiques, part d'un antic flux de lava del massís Albà que cobrí tota la zona 260.000 anys endarrere. L'interior del podi es feu amb diverses capes de formigó, cada una amb 70 a 85 cm de gruix, corresponent cada una a l'alçada dels blocs de travertí de la façana que rodegen el podi.

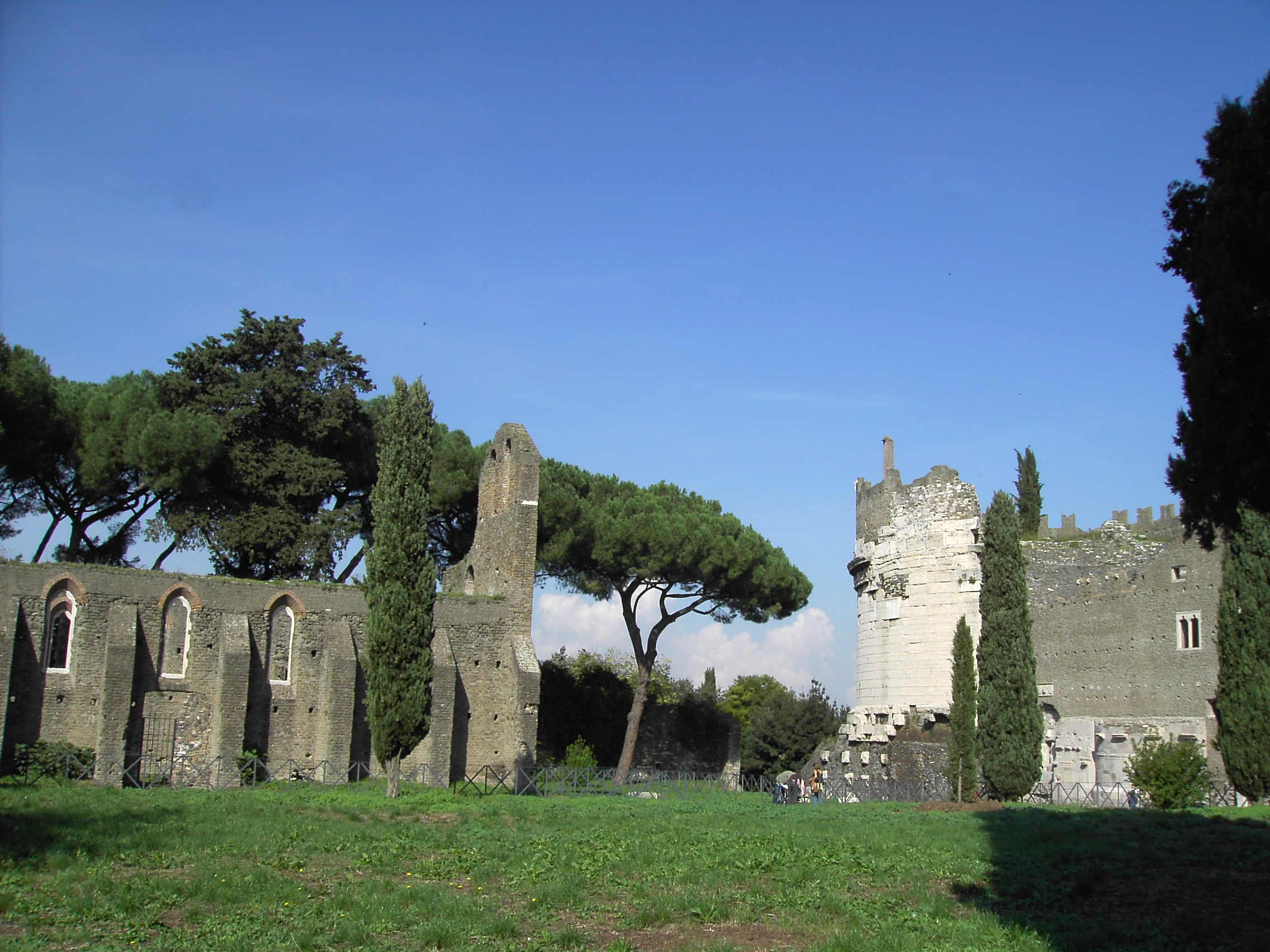
Ruïnes de l'església de Sant Nicolau, part del conjunt

La rotonda se'n construí de la mateixa forma, amb blocs de travertí en la secció més exterior, ciment al moll per formar-ne l'estructura i un revestiment de travertí, gairebé tot desaparegut. Les parets de la torre tenen 7,3 m d'amplària; les del castell annex són molt menys grosses, una fina paret de tuf.
Originàriament, el cim del monument seria una muntanya de terra en forma de con, una decoració comuna en les rotondes romanes, però els merlets substituïren la decoració a l'inici de l'època medieval.

### Interior
L'interior del túmul es divideix en 4 seccions: la cel·la, els corredors superior i inferior i un compartiment a l'oest. El més important era la cel·la, utilitzada per a cerimònies funeràries i per a guardar els morts. És un fust circular alt que travessa el centre del podi i de la rotonda. Té aproximadament 6,6 m de diàmetre a la base, però s'aprima segons va pujant fins a arribar a 5,6 m de diàmetre al cim, on hi ha un òcul per a permetre l'entrada de llum. Per tota la cel·la hi ha més de 143 forats a les parets, en 12 fileres de 10 a 14 cadascuna, que s'empraren per a inserir suports de fusta durant la construcció del monument.
Es pensa que l'entrada principal de la cel·la era el passadís superior.

### Sarcòfag
Hi ha un sarcòfag de marbre al Palau Farnese que suposadament hauria estat trobat al Túmul de Cecília Metel·la. S'hauria trobat en la cel·la i ja estava al palazzo abans de la construcció del Castell Caetani. No hi ha, però, evidències definitives que verifiquen que aquest sarcòfag era el de Cecília Metel·la, però molts historiadors defensen que com a mínim formà part del monument, perquè se'n trobà a la rodalia.
Aquest sarcòfag ha estat estudiat detalladament i va ser datat d'entre 180 i 190. Algunes evidències posteriors suggereixen que no és el sarcòfag de Cecília Metel·la, perquè el costum de l'època era la cremació i, per tant, hi hauria d'haver-hi una urna funerària i no un sarcòfag a la cel·la.(6) A més a més, alguns registres de 1697 de la Col·lecció Farnese atesten que el sarcòfag fou registrat sense indicar la provinença, i ja en aquella època els historiadors en tenien dubtes sobre l'origen i la relació amb el túmul.

## Castrum

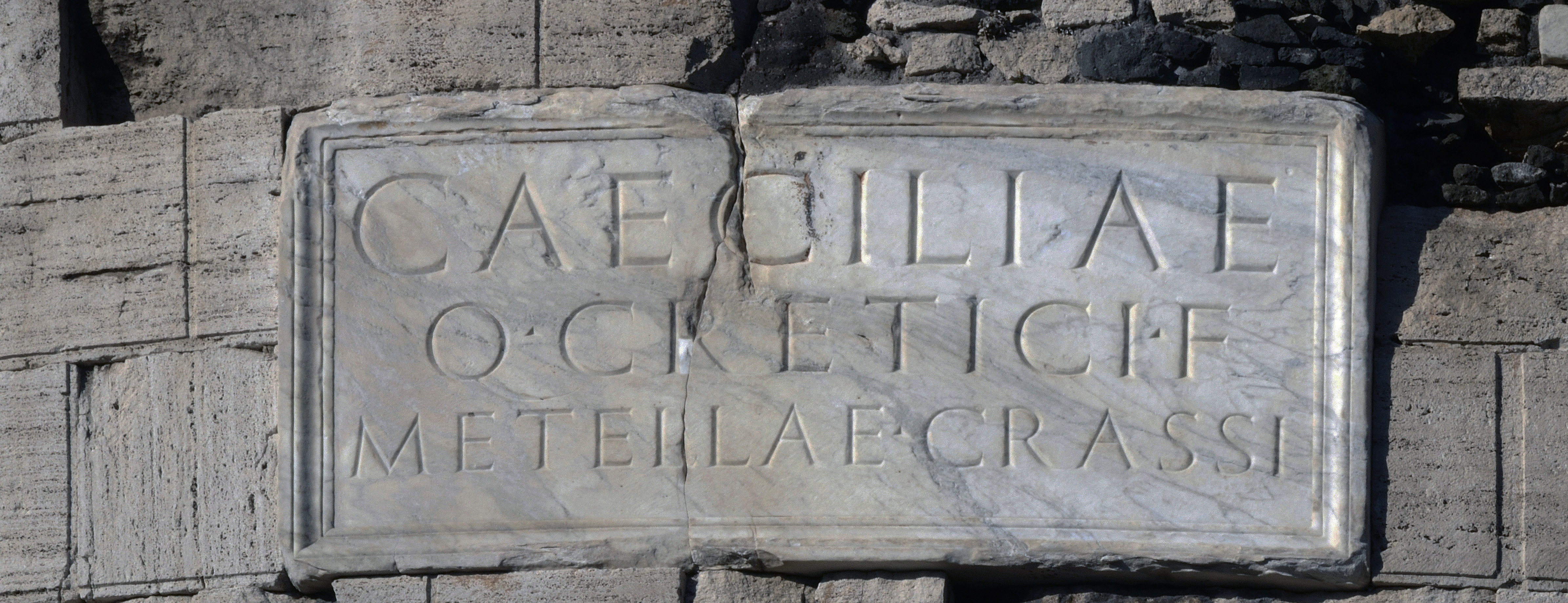
Inscripció a la façana

Entre 1302 i 1303, els Caetani (italià: 'Gaetani'), una família recolzada pel papa Bonifaci VIII, comprà el Capo di Bove, que era el nom de la zona del Túmul de Cecília Metel·la, i van construir una fortificació al lloc (un castrum) on hi havia un edifici del segle XI.
S'hi construïren també estables, cases, coberts, una església dedicada a sant Nicolau i el palau dels Caetani, a més de la cresteria medieval dalt del túmul, que el transformà en una torre defensiva. Gairebé no n'ha restat res, tret de l'església, parts del castell i els merlets.
Els Caetani van utilitzar el fort per a controlar el trànsit i cobrar peatges exorbitants als viatgers de la Via Àpia. Al segle XIV, el castell va passar a propietat dels Savelli i, després, als Orsini, que el controlaren fins al 1435, quan tot el conjunt pertangué al Senat Romà. De llavors ençà, segon Gerding, el monument fou abandonat.
Al llarg dels segles, els dos monuments patiren diverses temptatives de demolició, generalment per aprofitar-ne els materials de construcció. Però en acabant foren protegits. Durant el Renaixement, els dos se'n salvaren pel valor del castrum i, durant el Romanticismeel túmul es preservà pel seu encís "antic".